# Гакні-Даунс (станція)
51°32′54″ пн. ш. 0°03′36″ зх. д. / 51.5483° пн. ш. 0.0601° зх. д.
Гакні-Даунс (англ. Hackney Downs) — станція ліній Лі-валл, Чингфорд London Overground та Західно-Англійська магістраль National Rail . Станція розташована у 2-й тарифній зоні, у районі Гакні-Сентрал, боро Гекні, Лондон. Пасажирообіг на 2019 рік — 4.478 млн осіб.

## Історія
- 27. травня 1872: відкриття станції як Гакні-Даунс-джанкшен
- 1896: станцію перейменовано на Гакні-Даунс[3][4]

## Пересадка
- на автобуси оператора London Buses маршрутів: 30, 56, 276
- станцію Гакні-Сентрал Північно-Лондонської лінії

## Послуги
| Попередня станція | Лінія | Лінія                                  | Лінія | Наступна станція |
| ----------------- | ----- | -------------------------------------- | ----- | ---------------- |
| Лондон-філдс      |       | London Overground лінія Лі-валлі       |       | Ректорі-роуд     |
| Бетнал-Грін       |       | London Overground лінія Чингфорд       |       | Клаптон          |
| Ліверпуль-стріт   |       | Greater Anglia Great Eastern Main Line |       | Тоттенгем-Гейл   |